# Stránska
Stránska (węg. Oldalfalva lub Oldalfala) – wieś (obec) na Słowacji położona w kraju bańskobystrzyckim, w powiecie Rymawska Sobota. Pierwsze wzmianki o miejscowości pochodzą z roku 1332. 
Według danych z dnia 31 grudnia 2012, wieś zamieszkiwały 342 osoby, w tym 167 kobiet i 175 mężczyzn.
W 2001 roku pod względem narodowości i przynależności etnicznej 54,49% mieszkańców stanowili Słowacy, a 45,21% Węgrzy.
Ze względu na wyznawaną religię struktura mieszkańców kształtowała się w 2001 roku następująco:
- Katolicy rzymscy – 62,87%
- Ewangelicy – 4,19%
- Ateiści – 9,58%
- Nie podano – 1,5%